# خوریم گودرز
خوریم گودرز یا خوراَنزیم (به پارسی میانه: Xwarranzēm) ملقب به شهر بانبشن («ملکه کشور»)، ملکه ساسانی در سده سوم میلادی و همسر اردشیر بابکان، نخستین شاهنشاه ساسانی، یا شاپور یکم، دومین شاهنشاه ساسانی، بود. او مادر هرمز یکم، سومین شاهنشاه ساسانی، و بنا بر باور برخی مورخین بهرام یکم، چهارمین شاهنشاه ساسانی، و نرسه، هفتمین شاهنشاه ساسانی، نیز بوده است.

## زندگی‌نامه
از او در سنگ‌نوشته شاپور یکم بر کعبه زرتشت به عنوان شهر بانبشن ملکه یاد شده‌ است. در برخی از سنگ‌نوشته‌ها او مادر دختری به نام ورازدخت نیز بوده‌ است.
کیستی شوهر او در میان پژوهشگران مورد اختلاف است؛ برخی او را همسر اردشیر بابکان (حک. ۲۲۴–۲۴۲) می‌دانند، در حالی که دیگران او را همسر پسر و جانشین اردشیر، شاپور یکم (حک. ۲۴۰–۲۷۰)، و مادر پسر آخر و جانشین او، هرمز یکم (حک. ۲۷۰–۲۷۱)، می‌دانند. او ممکن است با گردزاد که حمزه اصفهانی در سده چهارم هجری به عنوان زن شاپور معرفی کرده، یکی باشد. به گفته او گردزاد دختر مهرک نوش‌زاد، فرمانروای جهرم در دوره اردشیر بابکان بود که در نبود اردشیر دست به شورش زد و اردشیر پس از بازگشت او را دستگیر کرد و دستور کشتن او و همه خانواده‌اش را به جز دختری داد. این دختر بعدها زن پسرش شاپور شد و هرمز یکم را زاد.